# Túnel de Benasque-Luchón
El túnel de Benasque-Luchón es una propuesta de túnel que conectaría los valles pirenaicos de Benasque, en España, y Bañeras de Luchón, en Francia. Se uniría a las carreteras A-139 por el sur y la RN-125 por el norte. Su construcción ha suscitado posiciones opuestas; por un lado, la de la mayoría de la población local y sus respectivos ayuntamientos, que le son favorables como instrumento de promoción de la economía local, y por el otro el desinterés de las administraciones estatales, que ven un impacto económico injustificadamente bajo para llevar a cabo la construcción. Ello se suma a las diversas organizaciones ecologistas que expresan su preocupación por atravesar un área protegida en España, el parque natural de Posets-Maladeta; en Francia afecta también a varios parajes naturales: los valles de Lys y de Pique y al Bosque de Sajust.

## Descripción

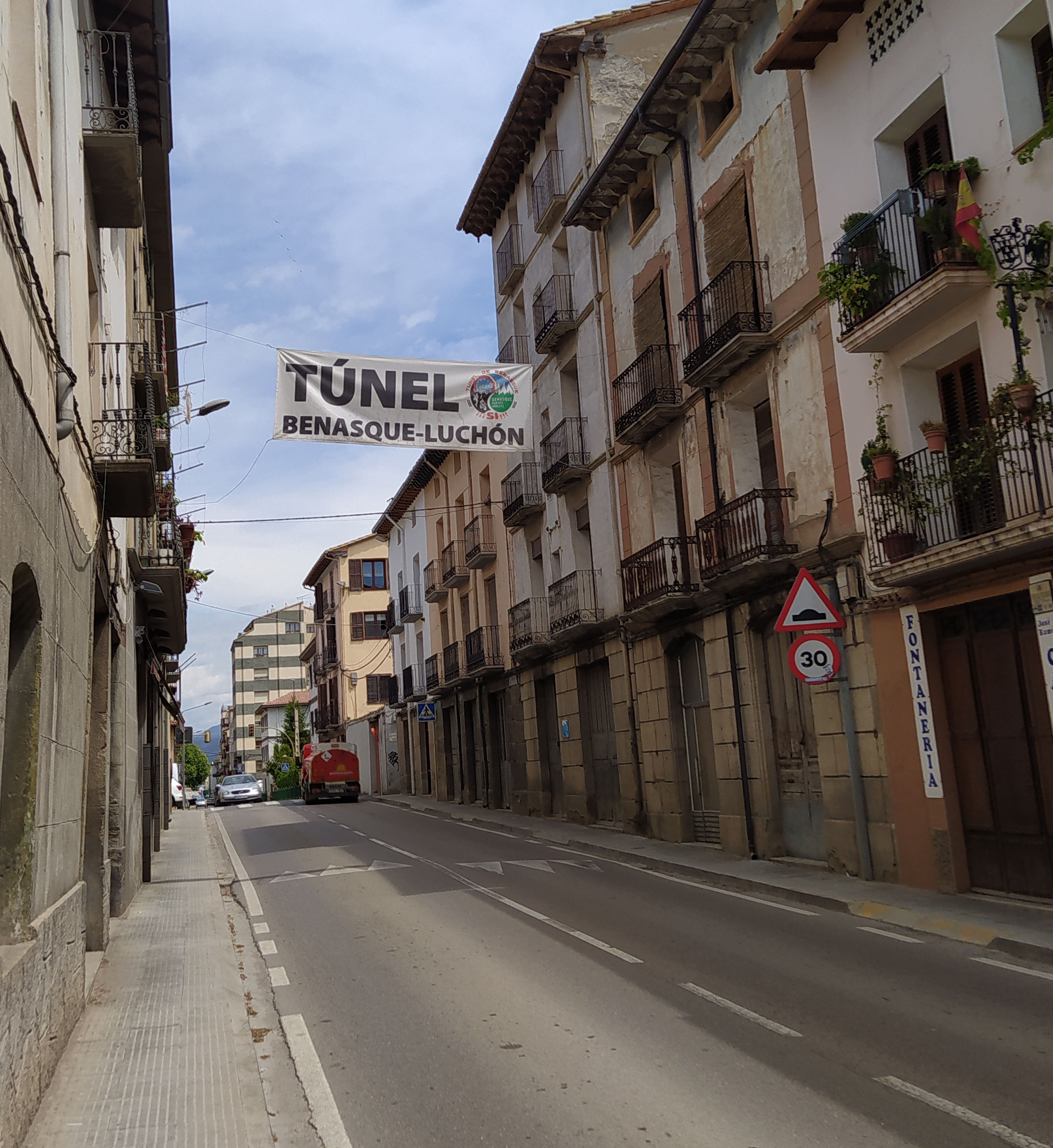
Pancarta reivindicativa en Graus, la capital comarcal

El túnel está proyectado que se extienda por aproximadamente 9 km. La actual distancia por carretera entre ambas localidades se estima en dos horas (112 km), dando un rodeo por el túnel de Viella en el Valle de Arán, y si se llegase a construir el túnel, esa distancia se vería reducida a 25 km y apenas media hora.
Los defensores del túnel argumentan que sería la vía principal de conexión entre Zaragoza y Toulouse. Sin embargo el Gobierno central español consideró en un informe de 1999 que el tráfico rodado del túnel sería básicamente local, por lo que delegaba su responsabilidad o compromiso al Gobierno regional aragonés. Las principales razones de esto son el daño ecológico a una zona pirenaica poco transformada y que otros túneles pirenaicos como Somport o Viella están infrautilizados respecto a su capacidad.
El túnel no está ideado para uso de gran tonelaje y mercancías peligrosas. En cambio, se plantea como de interés comercial y turístico.

## Historia
Varias propuestas se han dado a lo largo de la historia para unir Benasque y Bañeras de Luchón por túnel. Los primeros proyectos para la construcción de esta infraestructura datan de 1789, con unos estudios recogidos en la Carte Generale des Monts Pyrenées de Roussel-La Blottiére.
Durante la época franquista, uno de las figuras que más defendió la conexión a Francia por Benasque fue el general Cuervo Radigales, ya que sus padres eran de origen grausino. Sin embargo, fue la democracia francesa la que estaba poco o nada dispuesta a crear nuevos lazos comerciales con su vecina dictadura del sur, por lo que las intenciones del general Cuervo quedaron en nada.
En 1988 el Boletín Oficial de Aragón publica el Estudio de viabilidad para la construcción de un túnel transpirenaico entre Benasque y Luchon, a cargo de la Diputación General de Aragón gobernada por aquel entonces por el PAR. El estudio fue presentado un año más tarde con diferentes alternativas.
En los próximos años los políticos aragoneses buscan apoyo en las administraciones española y europea. Por ejemplo, en 1994, el gobierno aragonés del PSOE presenta en Bruselas los tres proyectos de infraestructuras para la movilidad regional en el Alto Aragón: el recrecimiento de la presa de Yesa, el Eje Norte-Sur y el túnel de Benasque. En 1999, José María Mur, diputado del PAR en Madrid, defiende la construcción del túnel en el Congreso de los Diputados. Todos los intentos quedaron, sin embargo, en el aire. La Liga Ribagorzana incluso buscó apoyos en la Generalidad de Cataluña.
El 21 de octubre de 1999, el Estado define su posición respecto al túnel de Benasque, sentenciando que únicamente beneficiaría al tráfico local, y por lo tanto descarta que sean los estados español o francés los que promuevan el proyecto. El mismo informe considera que la construcción del túnel «comportaría unas afecciones medioambientales entre severas y críticas».
Para promover su creación, se crearon la Asociación Pro Túnel Benasque-Luchón en Graus, y la Association Eurotunnel Luchon-Benasque en Luchón.

## Viabilidad

### Limitación del Ventamillo

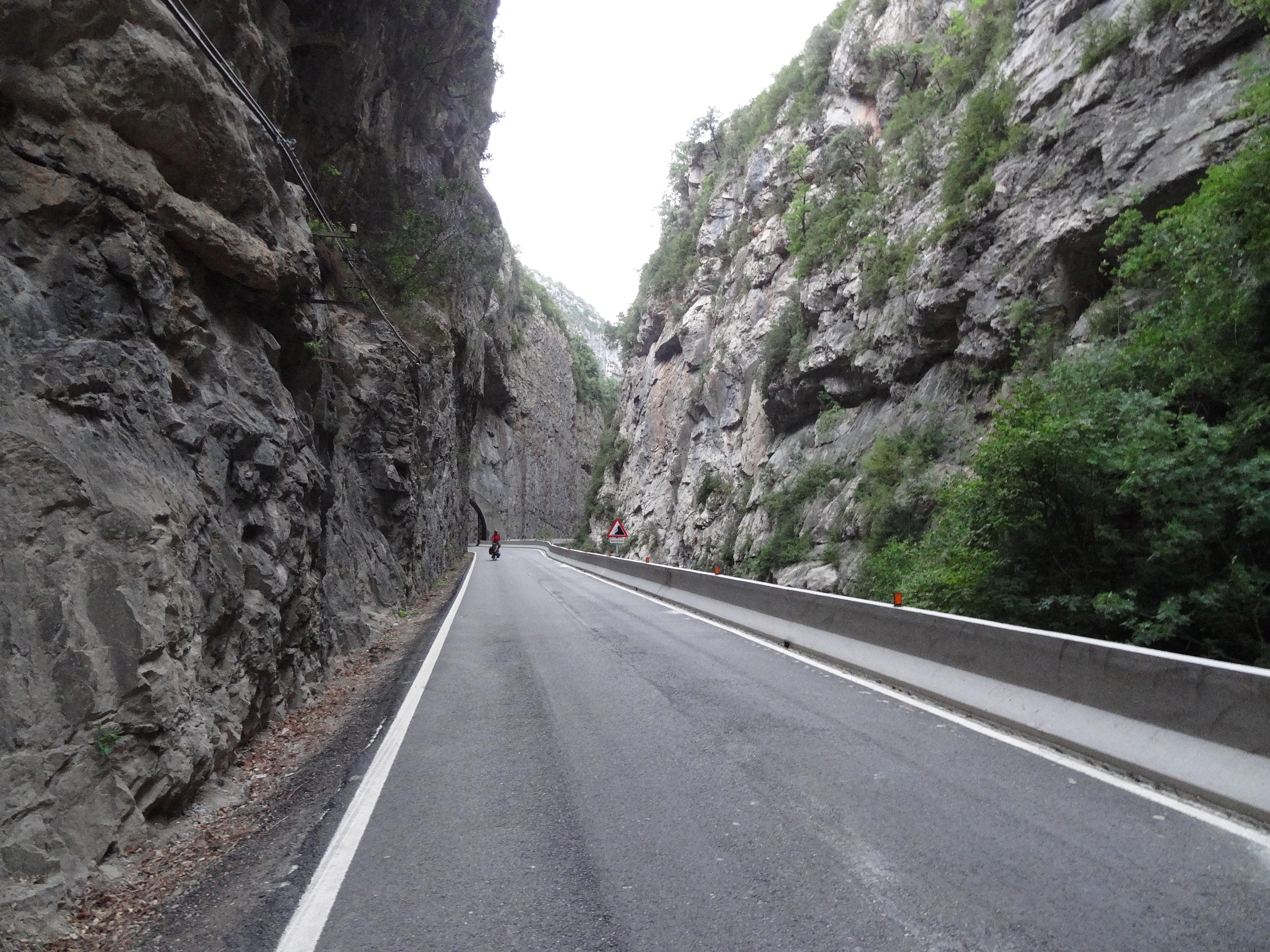
Congosto de Ventamillo

La construcción del túnel implica de forma directa a otro problema que sufre el valle de Benasque desde hace años y es la situación de sus carreteras y sus accesos. La mejora de éstos es imprescindible para plantear un túnel. La  A-139  es accesible desde la Carretera Nacional Pirenaica  N-260 , bien sea desde El Pont de Suert (Cataluña), o desde Campo atravesando el Congosto de El Ventamillo, paralelamente al río Ésera. Éste es un estrecho congosto con enormes paredes prácticamente verticales (algunas de más de 300 m de altura), que obliga a una carretera muy sinuosa y deficiente, construida en 1916, y de unos 5 km en total. 
El ancho promedio de la carretera es de unos 5,5 m; es tan angosta, que en numerosas ocasiones ha quedado colapsada por cruzarse dos grandes vehículos, especialmente los autocares de la línea Zaragoza-Benasque y los camiones de agua Veri, cuya planta embotelladora está en este valle. El Consejo de Ministros, en su reunión el 14 de diciembre de 2018 autorizó al Ministerio de Fomento a licitar el contrato para la ejecución de las obras de acondicionamiento de la N-260 en el tramo de 12 km entre Campo y el Congosto de Ventamillo por un importe de 46,34 millones de euros. Se descartó construir un túnel en el Congosto, cosa que los vecinos volvieron a reclamar en 2021, y que el Gobierno entonces volvió a descartar. Sin embargo, gracias a la construcción de dos túneles (de 265 m y 540 m) y grandes voladizos sobre las paredes del congosto, la carretera se ampliará hasta los 8 m de ancho.

### Estudios de viabilidad
En 2019, la Fundación Transpirenaica llevó a cabo un estudio sobre viabilidad del túnel Benasque-Luchón. Esta fundación privada de iniciativa pública, fue fundada en 2003 bajo el amparo del Gobierno de Aragón para promover infraestructuras que unan ambos lados del Pirineo. Se proyectó un túnel de 8.950 m, y se estimó que la totalidad de la obra costaría 316 millones de euros. La boca sur se encontraría pasada la Presa de Benasque, en el área de Senarta (km 67 de la A-139), mientras que la boca norte se ubicaría en L'Ourson, en el valle del río Lys (km 11 de la D-46a).
Además se han propuesto diferentes formas para la financiación del proyecto, que pasan por el copago entre ambos estados, la posibilidad de pedir ayudas Interreg a la Unión Europea o incluso la creación de un peaje.